# ブリンコラ駅
ブリンコラ駅（バスク語：Brinkolako geltokia、スペイン語：Estación de Bríncola、または、Estación de Bríncola-Oñate）はスペイン・バスク州ギプスコア県レガスピにある鉄道駅。レンフェ・オペラドーラが運行している路線の駅である。

## 概要
ブリンコラ駅は、レンフェ・オペラドーラ（かつてのスペイン国鉄）が運営するセルカニアス・サン・セバスチャンC-1線が停車する駅である。駅施設・線路はアディフ（Adif）が保有する。

## 駅構造
島式・単式ホーム2面3線の地上駅。ホーム間の移動は線路を直接横断する。

## 駅周辺の地理
北緯43度1分8.05秒、西経2度20分4.85秒に位置する。自治体としてはレガスピの範囲内にあり、駅の周辺にはブリンコラと言う集落が存在する。駅の近くには南から北に向かってウロラ川が流れており、この駅付近の路線は川に沿うように設置されている。この場所はウロラ川の最上流部に当たり、ウロラ川の支流の1つであるバレンディオラ川がウロラ川に合流してくる地点よりも、わずかに下流側に当たる。ブリンコラ駅の標高は475.60 mである。